# Christel Offermann-Clas
Christel Offermann-Clas (* um 1960) ist eine luxemburgische Rechtswissenschaftlerin und emeritierte Professorin der Universität Trier.

## Leben
Offermann-Clas studierte Rechtswissenschaften. Nach dem 1. und 2. Staatsexamen folgte ein Diplom und die Licence en droit comparé. Ihre Dissertation behandelte das Thema Das Eigentum in den Europäischen Gemeinschaften. Nach einer Tätigkeit als Assistentin am FB Rechtswissenschaften erhielt sie eine Professur am Jean-Monnet-Lehrstuhl für Europäische Wirtschafts- und Umweltpolitik Fachbereich IV – Wirtschaftswissenschaften der Universität Trier. Später übernahm sie den  Lehrstuhl für Europäische Wirtschafts- und Umweltpolitik im Fach Betriebswirtschaftslehre.